# جنگل ملی واشیتا
جنگل ملی واشیتا (به انگلیسی: Ouachita National Forest /(/ˈwɒʃɨtɔ:/ wosh-i-taw)/) یک جنگل ملی در ایالت آرکانزاس در آمریکا است.
مساحت این جنگل ۷٬۳۰۰ کیلومتر مربع است.

## نگارخانه

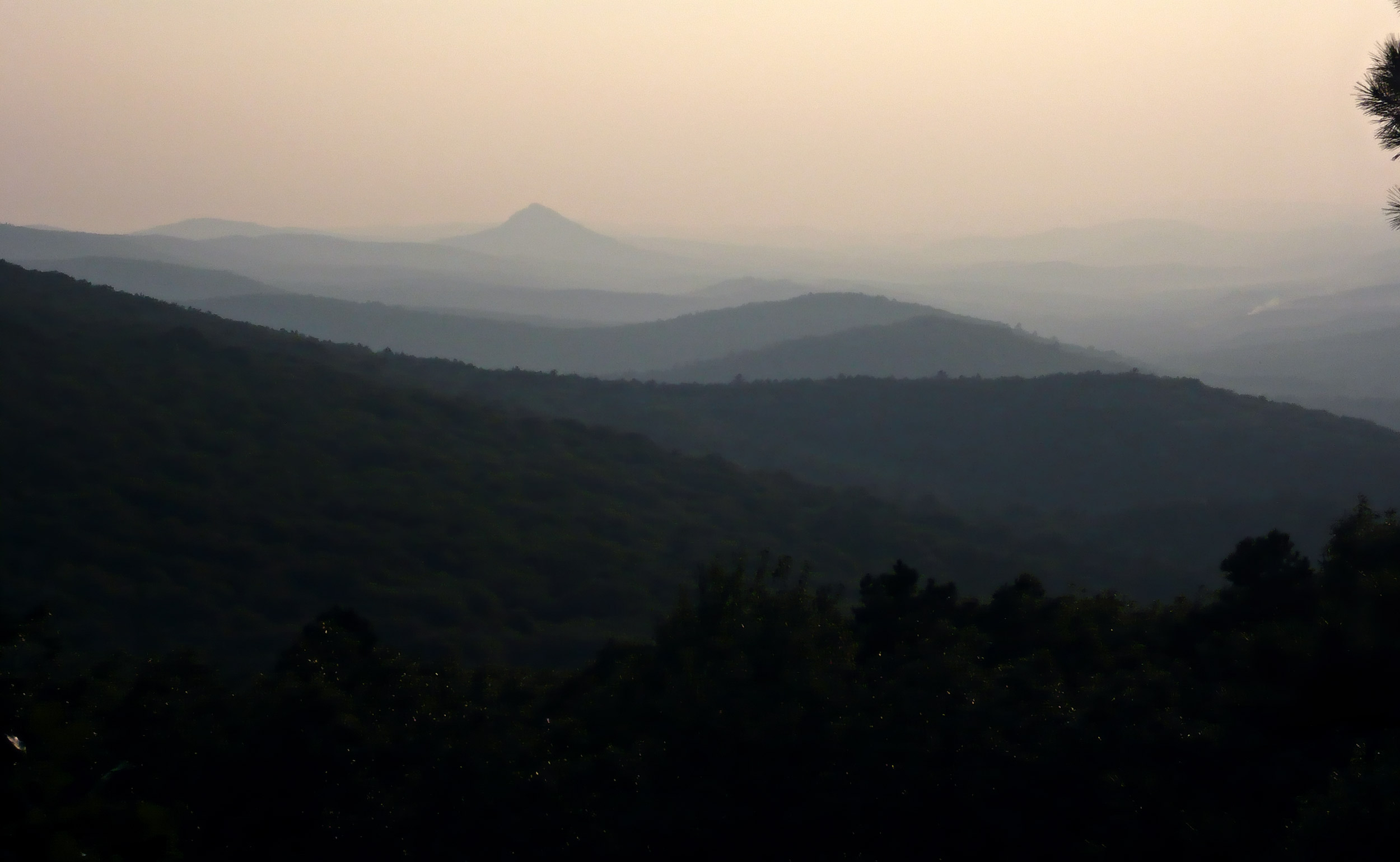
جنگل هنگام غروب